# Al-Ahly (piłka siatkowa)
Al-Ahly (arab. ‏النادي الاهلي للكرة الطائرة‎) – egipska drużyna siatkarska założona w 1932 roku w stolicy Egiptu - Kairze. 

## Sukcesy
- Puchar Egiptu:
  -  1. miejsce (21x): 1977, 1982, 1987, 1988, 1990, 1996, 1999, 2002, 2003, 2004, 2005, 2006, 2007, 2008, 2010, 2011, 2013, 2014, 2018, 2019, 2020
- Mistrzostwo Egiptu:
  -  1. miejsce (34x): 1966, 1967, 1968, 1976, 1977, 1978, 1980, 1981, 1982, 1983, 1984, 1985, 1987, 1990, 1994, 1995, 1996, 1999, 2000, 2001, 2002, 2003, 2004, 2006, 2007, 2009, 2010, 2011, 2013, 2014, 2018, 2019, 2020, 2021
- Klubowe Mistrzostwa Krajów Arabskich:
  -  1. miejsce (7x): 1987, 2001, 2002, 2005, 2006, 2010, 2020
  -  2. miejsce (2x): 1996, 2009
- Klubowe Mistrzostwa Afryki:
  -  1. miejsce (14x): 1980, 1983, 1995, 1996, 1997, 2003, 2004, 2006, 2010, 2011, 2015, 2017, 2018, 2019, 2022[1]
  -  2. miejsce (5x): 1984, 1987, 2008, 2009, 2014
  -  3. miejsce (2x): 1993, 2007

## Kadra

### Sezon 2019/2020
| Nr | Imię i nazwisko      | Data ur. | Wzrost | Pozycja      |
| -- | -------------------- | -------- | ------ | ------------ |
| 1  | Abdel Latif Ahmed    | 1983     | 202    | środkowy     |
| 2  | Abdallah Abdalsalam  | 1983     | 198    | rozgrywający |
| 3  | Halim Ebo            | 1989     | 211    | środkowy     |
| 4  | Ahmad Abd al-Hajj    | 1984     | 197    | atakujący    |
| 5  | Abdelrahman Seoudy   | 1997     | 206    | środkowy     |
| 7  | Mahmoud Abd El Kader | 1985     | 196    | przyjmujący  |
| 9  | Jason De Rocco       | 1989     | 198    | przyjmujący  |
| 10 | Mohamed Masoud       | 1994     | 211    | środkowy     |
| 11 | Ahmed Abdelaal       | 1989     | 185    | przyjmujący  |
| 12 | Hossam Abdalla       | 1988     | 203    | rozgrywający |
| 13 | Mohamed Badawy       | 1986     | 195    | przyjmujący  |
| 14 | Mohamed Moawad       | 1987     | 194    | libero       |
| 15 | Ahmed Kotb           | 1991     | 202    | atakujący    |
| 17 | Mohamed Ramadan      | 1995     | 185    | libero       |
| 18 | Ahmed Shafik         | 1994     | 190    | atakujący    |
| 19 | Youssef El Safi      | 2000     | 195    | przyjmujący  |